# Свято-Параскевський храм (Нетішин)
Свято-Параскевський храм  - православна церква, розташована в старій частині міста Нетішин Шепетівського району Хмельницької області, належить до конфесії Православної церкви України.

## Опис
Збудована в 1870 році коштом парафіян. Церква носила імʼя святого великомученика Георгія Переможця. Це дерев'яна будівля на кам'яному фундаменті, міцна, з такою ж дзвіницею. Була приписана до парафії с. Вельбівного.
За іншими даними, дерев'яну церкву в Нетішині збудували в 1870 році та освятили під назвою Покрови Пр. Богородиці.
В кінці ХІХ ст. церкву згадували під назвою Покрови, але в міжвоєнний період її вже називають Св. Параскеви.
Ймовірно, в 1930-х роках церкву закрили для богослужінь. В 1943 році богослужіння відновили.

## З історії
У 1870 р. в Нетішині на кошти селян зведено дерев’яну на кам’яному фундаменті православну церкву в ім’я Георгія Побідоносця, біля котрої знаходилася така ж дерев’яна дзвіниця. Очевидно, протягом усього часу, від моменту появи храму і, принаймні, до початку XX ст., вона не була самостійним, а так званим приписним до Вельбівненської Преображенської церкви. Це означало, що окремого церковного причту, тобто власного духовенства, у цей час нетішинська церква не мала, і її обслуговував причт з Вельбівного. Священиком у Вельбівному, а відтак протягом довгого часу й у Нетішині, з 1881 й, мабуть, до початку 1909 р. був Климент Каленикович Гловацький, бо з 4 серпня 1909 р. священиком вже був Василь Васильович Підчашинський.
Псаломщиком у вельбівненському та приписному нетішинському приходах,  з 1878 і, можливо, до 1903 р. був Іван Іванович П’ясецький, просфорницями, з 1892 й, певно, до 1898 р. були Марія Василівна Тетеруковська, а після неї з 1899 і, принаймні, до 1908 р. – Марія (Дарія?) Марківна Яроцька.
Певні зміни в житті церкви почали відбуватися з початком XX  ст. Вже 26 листопада 1903 р. учителя сільської церковно-приходської школи Миколу Степановича Марчаковського рукопокладено в сан диякона. 17 жовтня 1904 р. його призначено псаломщиком у Вельбівненський приход, де, принаймні, вже в 1906 р. він згадується як псаломщик-диякон. У відомості про Нетішинську церкву від 1908 р. зазначається, що «причт цієї церкви складається зі священика…та… псаломщика».
На жаль, невідомо, який внутрішній вигляд мав нетішинський храм у той час. Відомо лише, що в нім був один престол — в ім’я Святого Великомученика Георгія, та що церковного начиння у храмі було достатньо. Землі церква не мала зовсім, проте володіла якимось іншим майном, і на 1896 р. навіть був наявний його опис. Але з початком XX ст. ситуація дещо змінилася. У відомості про церкву від 1908 р. вже мовиться, що при храмі землі присадибної з городом та цвинтарем, тобто церковним подвір’ям, було 2 дес. 1710 саж. Більше того, повідомляється, що у 1907 р. селянами збудовано новий покритий жерстю будинок для священика та клуню, проте, крім цього, жодних інших будинків чи торговельних лавок або інших церковних будівель при церкві не було. З 1908 р. при храмі почали вестися спеціальні, так звані метричні книги, де записувалися імена новонароджених, померлих, а також реєструвалися одруження. 
В 1909 р. нетішинський храм та православних селян відвідав Волинський Архієпископ Високопреосвященніший Антоній.
Через два роки після появи в Нетішині церкви в селі було відкрито школу, опіку над якою 8 лютого 1885 р. взяло на себе державне церковне відомство, а відтак і називатися вона стала церковно-приходською, оскільки зазвичай діяла при храмі.
За часів радянської влади Свято-Параскевський храм було зачинено. За розповіддю старожилів храм знову було відкрито у воєнні роки - 21 вересня 1943 року.
Чому і хто поміняв Престольне свято на честь святої великомучениці Параскеви – невідомо. 

## Сучасне використання
Церкву постійно підтримували в належному стані, як жителі села так і духовенство. У 2012 році на кошти та силами небайдужих людей відбулася реконструкція Свято-Параскевського храму. Ініціював цю справу тодішній настоятель церкви святої великомучениці Параскеви, міста Нетішина протоієрей Роман Тишкун.
2017 року храм Святої великомучениці Параскеви було оновленно.
З липня 2023 року парафія перейшла від УПЦ московського патріархату до Православної церкви України.
Настоятель Павлюк Богдан Васильович